# 中元清純
中元 清純（なかもと きよずみ、1930年10月18日 - 2018年4月10日）は、日本の作曲家。1952年以来、主として宝塚歌劇団の音楽を担当する。宝塚歌劇団理事、宝塚音楽学校声楽担当などの要職を務める。兵庫県神戸市出身。
著書に『琵琶の教科』がある。1970年に開催された日本万国博覧会では、閉会式のプロデューサーを担当した。
宝塚歌劇においては、昭和30年代以降ヒット曲を連発し、宝塚音楽史上に一時代を築いた。とりわけ音楽担当として参加した「華麗なる千拍子」（1960年）や「虹のオルゴール工場」（1963年）などはひと際成功を収め、その地位を不動のものとし、代表作に数えられる。特に後者作品では、作曲に対し文部省芸術祭奨励賞を受賞した。
2014年、『宝塚歌劇の殿堂』最初の100人のひとりとして殿堂表彰される。
2018年4月10日、肺炎のため死去。87歳没。
妻は星美沙（宝塚歌劇団45期生・娘役）、娘は都布良ひとみ（女優、宝塚歌劇団77期生・娘役）。

## 主な作曲作品
カッコ内は、楽曲が使用された劇作品名および作詞者。

### 宝塚団歌
- 『いつか夢に見し』（1956年『かっぱの姫君』、作詞：高木史朗）
- 『落葉散る丘の小径』（1957年『高校三年生』、作詞： 内海重典）
- 『望郷の琵琶歌』（1958年『花の饗宴』、作詞： 高木史朗）
- 『流れゆく花びら』（1958年『花の狸御殿』、作詞： 高木史朗）
- 『花の行列』（1958年『花の狸御殿』、作詞： 高木史朗）
- 『花の中の子供たち』（1958年『花の中の子供たち』、作詞： 高木史朗）
- 『君ありてこそ』（1959年『君ありてこそ』、作詞： 内海重典
- 『トロワ・デラックス』（1959年『ミュージック・アルバム』、作詞： 白井鐵造）
- 『華麗なる千拍子』（1960年演出高木史朗） - 2年連続文化庁芸術祭文部大臣賞受賞
- 『美しいわがパリ』（1960年『ウィウィパリ』、作詞： 高木史朗）
- 『夜霧のモンマルトル』（1960年『ウィウィパリ』、作詞： 高木史朗）
- 『眼鏡の中のつぶらな瞳』（1960年『三文アムール』、作詞： 矢代静一）
- 『君ありてこそ』（1960年『君ありてこそ』、作詞： 内海重典）
- 『南のフェスタ』（1960年『カルメン・カリビア』、作詞： 内海重典）
- 『私は妖精』（1962年『タカラジェンヌに栄光あれ』、作詞： 高木史朗）
- 『タカラジェンヌに栄光あれ』 （1962年『タカラジェンヌに栄光あれ』、作詞： 高木史朗）
- 『いつかきっと』（1963年『虹のオルゴール工場』、作詞： 高木史朗）
- 『東京へ行きたいナ』（1963年『虹のオルゴール工場』、作詞： 高木史朗）
- 『忘れないでネ あの日のことを』（1963年『虹のオルゴール工場』、作詞： 高木史朗）文化庁芸術祭奨励賞
- 『宝塚歌劇団団歌』（1964年、宝塚歌劇50周年記念式典）
- 『私は神戸の街が好きなんだ』（1965年『港に浮いた青いトランク』、作詞： 高木史朗）
- 『夢を売る妖精たち』（1966年『夢を売る妖精たち』、作詞： 高木史朗）
- 『この道はシルクロード』（1969年『シルクロード』、作詞： 高木史朗）
- 『今もお前が』（1971年『星の牧場』、作詞： 庄野英二）
- 『ザ・レビュー』（1977年『ザ・レビュー』、作詞： 内海重典）
- 『ラ・ベルたからづか』（1979年『ラ・ベルたからづか』、作詞： 白井鐵造）
- 『名探偵はひとりぼっち』（1984年『名探偵はひとりぼっち』、作詞： 大関弘政）
- 『ひとときの夢』（1985年『ヒート・ウェーブ』、作詞： 横澤英雄）
- 『ザ・ゲーム・イズ・オン』（1989年『ザ・ゲーム』、作詞： 横澤英雄）

ほか多数

### 新宿コマ劇場
- そばかすマリ子の物語 （主演宮城まり子、増田キートン他）
- 八百八町に雪が降る （主演宮城まり子、園井啓介）
- 夫婦春秋 （主演村田英雄）

### 梅田コマ劇場
- 北海の親子風 （主演北島三郎）
- 星の砂 （主演小柳ルミ子）
- 桜祭り狸御殿 （主演鳳蘭）

### 東宝劇場
- ミュージカル 君にも金儲けができる（作、演出菊田一夫、主演越路吹雪）

### わらび座ミュージカル
- 鬼んこおばこ （作、演出大関弘政）

### 東宝映画
- 底抜け忍術道中 （原作小野田勇　　監督斎藤寅二郎）
- 東海道籠抜け道中 （脚本北谷隆夫　監督竹宙重吉）
- 若旦那奮戦す （高島忠夫、浜美枝共演）
- やりくりアパート （花登こばこ作）

### TV
- NHK
  - チコちゃん日記　テーマソング（作詞永六輔、作曲中元清純、唄奥村チヨ）
  - 風のある街　テーマソング（作詞やなせたかし、作曲中元清純、唄石田あゆみ）
  - 笑わぬ男
- KTV
  - 私服パトロール
  - 次郎長売り出す
- フジテレビ
  - 剣は知っていた
- YTV
  - 魔女の時間 （原作司馬進太郎）

### ラジオ
- NHKラジオミュージカル
  - 波の花
- ABC
  - コメディ、ハッピーメルヘン（主演榎本健一）

### イベント
- EXPO70万博博
  - パビリオン　ガラスのハリケーン - 音楽、音響監督
  - 閉会式プロデューサー

- EXPO90国際花博
  - キャンディーキャッスル館 - テーマソング作曲